# Мильденштейн, Леопольд фон
Леопольд Иц, Эдлер фон Мильденштейн (нем. Leopold von Mildenstein, 30 ноября 1902, Прага, Австро-Венгрия — ноябрь 1968, ФРГ) — офицер СС, глава «еврейского отдела» (нем. Judenreferat) СД.
Мильденштейн после поездки в Палестину и публикации об этом серии репортажей поддерживал в рядах нацистской партии идею о сотрудничестве с сионизмом в первой половине 1930-х, поскольку сионисты стремились к переселению евреев из Германии в Палестину.
Приверженность Мильденштейна идеям сионизма была ситуативной и зависела от успеха организации сионистами эмиграции евреев из Германии. После прекращения эмиграции в Палестину из-за арабского восстания Мильденштейн ушёл работать в Министерство пропаганды, где подстрекал арабов в Палестине против британского правления и еврейской колонизации, подрывая ту политику, которую поддерживал ранее.
После Второй мировой войны Мильденштейн продолжал жить в Западной Германии, где он вступил в Свободную демократическую партию и был избран в её Комитет по печати. В 1956 году он отправился в Египет, где работал на радиостанции. В 1960 году он был арестован западногерманской полицией, но потребовал иммунитета в качестве сотрудника американской разведки. Однако информации о его вербовке ЦРУ или иными разведслужбами не обнаружено.
Выпустил ряд книг, которые иногда выходили под его инициалами LIM. О личных взаимоотношениях Мильденштейна с семьёй представителя «Сионистской федерации Германии» Курта Тухлера в 2014 году был снят фильм «Квартира».

## Исторический фон
На начальном этапе своей деятельности нацисты рассматривали разные варианты решения «еврейского вопроса» в Германии. После антиеврейского бойкота 1 апреля 1933 года радикальные члены НСДАП хотели полностью изгнать евреев из Германии. Однако экономическое положение не позволяло это сделать.
Лидеры «Сионистской федерации Германии» полагали, что переговоры с новыми властями могут привести к положительным результатам и быть полезными для реализации их целей по переселению немецких евреев в Палестину для создания собственного государства. 25 августа 1933 года было подписано соглашение «Хаавара» — соглашение об эмиграции евреев в Палестину с выплатой им за оставленное имущество части средств от продажи немецких товаров.
В это же время СС приступила к выработке собственной политики по еврейскому вопросу и эта политика в части максимального содействия еврейской эмиграции совпала с устремлениями сионистов. Такая политика, продолжавшаяся с конца 1934 по весну 1936 года, была основана на предложениях Леопольда фон Мильденштейна. Существуют маргинальные попытки трактовать сотрудничество нацистов с сионистами на этом этапе как доказательство общности нацизма и сионизма.

## Биография
Мильденштейн родился в 1902 году в Праге, в то время входившей в состав Австро-Венгрии, принадлежал к низшему слою австрийской знати. В разное время он обладал австрийским, чешским, венгерским и немецким гражданством. Получил образование инженера, был также журналистом и любил путешествовать. Вступил в нацистскую партию в 1929 году, а в 1932 году — в СС.

### Поездка в Палестину
Мильденштейн рано проявил интерес к сионизму, и зашёл так далеко, что посещал сионистские конференции, чтобы лучше понять это движение. Он активно продвигал сионизм как выход из официального тупика в еврейском вопросе: как способ сделать Германию «свободной от евреев» (нем. Judenrein). Некоторые сионисты, чьё движение стало чрезвычайно популярным среди немецких евреев с тех пор, как Гитлер пришёл к власти, сотрудничали с ним. 7 апреля 1933 года Juedische Rundschau, выходящая раз в две недели газета сионистского движения, заявила, что из всех еврейских групп только Сионистская федерация Германии способна добросовестно обращаться к нацистам как к «честным партнёрам». 21 июня 1933 года федерация направила властям меморандум с предложением урегулировать статус немецкого еврейства на групповой основе и просьбой о государственной помощи в упорядоченной эмиграции. Обращение осталось без ответа. Однако отдельные нацисты, которых Ханна Арендт называла «идеалистами», и в частности Мильденштейн, поддерживали эту идею.

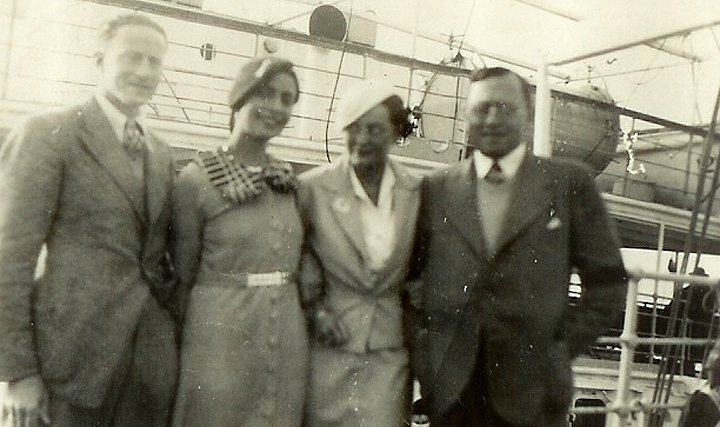
Мильденштейн (слева) и Тухлер с жёнами в Палестине

Затем Федерация поручила своему представителю Курту Тухлеру установить контакт с возможными сторонниками сионизма в нацистской партии с целью облегчить эмиграцию в Палестину, и Тухлер обратился к Мильденштейну, которого попросили написать что-нибудь положительное о еврейской Палестине в прессе. Мильденштейн согласился при условии, что ему будет разрешено посетить страну лично, с Тухлером в качестве сопровождающего. Весной 1933 года из Берлина выехала группа из четырёх человек, состоящая из Мильденштейна, Тухлера и их жён.
Вместе они провели месяц в Палестине. Сначала они прибыли в Хайфу, оттуда на машине отправились в Тель-Авив — первый город, основанный сионистами. Город производил впечатление исключительно еврейского: здесь жили, работали, торговали, отдыхали и танцевали только евреи. В публикациях Мильденштейн отмечал, что хотя официальным языком был древний иврит, сам город выглядел современным и европейским — с широкими улицами и красивыми магазинами. Также он отмечал массовое строительство, ставшее ответом на демографический взрыв. Среди прочего, в Иерусалиме Мильденштейн посетил приём у известного писателя Моше Яакова Бен-Гавриэля.
По результатам поездки Мильденштейн начал писать серию статей для Der Angriff, газеты нацистской партии в Берлине, основанной Йозефом Геббельсом в 1927 году. В период с 26 сентября по 9 октября 1934 года Der Angriff опубликовала под псевдонимом «Фон Лим» серию из двенадцати репортажей Мильденштейна под названием «Нацист едет в Палестину». О том, что гидом автора был еврей, в статьях не упоминалось. В честь этой серии газета выпустила памятный медальон со свастикой с одной стороны и Звездой Давида с другой. Отчёт Мильденштейна был опубликован также в пропагандистской нацистской газете Völkischer Beobachter. Сионистская пресса также уделила внимание Мильденштейну: игнорируя содержание публикаций, Jüdische Rundschau рекламировала возможность продвижения сионистской политики.
Как отмечает историк Джозеф Вербовский, статьи Мильденштейна исподволь подрывали некоторые нацистские стереотипы в отношении евреев, например, рассказ как евреи отказались взять деньги за оказанную ему помощь или описание как еврейские поселенцы за 10 лет превратили болото в процветающую окультуренную землю. В других эпизодах он противопоставлял ортодоксальных «старых евреев», которые «жалуются на утраченное прошлое» и молодых сионистов, которые борются за новое отечество. Подобно британским лидерам типа Артура Бальфура, Мильденштейн видел в приходе сионистов прогресс и цивилизацию на отсталом Востоке. Арабов он описывал как жадных, грязных, ленивых и отсталых людей, используя характеристики, которые германские антисемиты обычно приписывали евреям.
Статьи были не просто путевыми заметками, в них Мильденштейн стремился подкрепить идею использования сионистской эмиграции в Палестину как способ решения еврейского вопроса и убедить в этом нацистских лидеров. Эта идея была поддержана руководителем СД Рейнхардом Гейдрихом. В июле 1935 года Гейдрих назначил Мильденштейна главой «еврейского отдела» в СД.

### Работа в СД
В этот период каждое ведомство в нацистской Германии разрабатывало свою политику в отношении евреев и деятельность СД находилась в русле политики Министерства иностранных дел, которое занималось реализацией соглашения «Хаавара». После занятия новой должности Мильденштейн начал содействовать расширению влияния сионистов среди евреев Германии в ущерб другим группам. В те годы Мильденштейн поддерживал политику подталкивания еврейского населения Германии к эмиграции в Палестину.
Летом 1935 года, будучи в звании унтерштурмфюрера СС, Мильденштейн посетил 19-й Конгресс сионистской организации в Люцерне, Швейцария, в качестве наблюдателя при немецкой еврейской делегации. Однако, как указывает в диссертации, посвящённой Мильденштейну, Джозеф Вербовский, информация о тесных связях Мильденштейна с сионистскими организациями, попавшая в историческую литературу, исходила от него самого в начале 1960-х, когда он был крайне заинтересован представить свою деятельность в свете лояльности к евреям и потому весьма сомнительна.
В августе 1935 года Judenreferat выпустил меморандум, в котором подробно описывался его новый подход к еврейскому вопросу. Отмечалось, что темпы эмиграции евреев слишком низкие, а террор против евреев, как средство поощрения эмиграции, осуждался. Предлагалось организовать больше учебных заведений для сельскохозяйственных работ, ввести законодательство, которое бы лишало евреев гражданства и ограничивало их возможность переезжать или работать на неевреев. В это же время Мильденштейн нанял на работу Адольфа Эйхмана, который впоследствии возглавил «еврейский отдел» и он считал Мильденштейна своим наставником. С 9 по 14 марта 1936 года СД провела семинар для всех отделов, работающих с евреями. Мильденштейн был главным выступающим и читал лекции по «Проблеме еврейства», «Сионизму» и «Операциям СД».
В 1936 году эмиграционная политика Мильденштейна была подорвана арабским восстанием в Палестине. Оно сделало иммиграцию в Палестину из Германии нежелательной и даже заставило некоторых эмигрантов вернуться из Палестины в Германию. На это наложился ряд других сложностей, в частности, сильные ассимиляторские настроения среди евреев Германии и ослабление сионистского руководства в результате эмиграции. С октября 1936 по март 1937 года Британское колониальное управление одобрило только 1800 разрешений на въезд для евреев, около 17 % от общего числа, запрошенного Еврейским агентством. В результате внутренних распрей в СД, сокращения эмиграции в Палестину и других обстоятельств Мильденштейн после 10 месяцев работы уволился с работы.

### Переход из СД в пропаганду
27 июля 1936 года Мильденштейн подал в отставку из СД и впоследствии был принят на работу в Министерство пропаганды. Этот поступок ранее расценивался некоторыми историками (в частности Шломо Аронсоном и Хайнцем Хёне) как основание считать Мильденштейна неким вольнодумцем, чья позиция в отношении евреев не разделялась его руководством. Однако Джозеф Вербовский отмечает, что эти оценки были основаны на послевоенных утверждениях самого Мильденштейна и не подтверждаются архивными документами. Его преемниками стали поочерёдно Куно Шрёдер, Дитер Вислицени, Герберт Хаген и, наконец, Адольф Эйхман. После ухода Мильденштейна политика поощрения эмиграции в Палестину некоторое время ещё поддерживалась его преемниками.
После того, как Мильденштейн покинул СД и перешел в Министерство пропаганды, его позиция в отношении сионизма полностью поменялась. Ведомство Геббельса было известно своей явно выраженной проарабской позицией. Мильденштейн стал руководителем направления ближневосточной пропаганды. В период работы в этом министерстве он в 1938 и в 1941 году совершил две дополнительные поездки в Палестину и в те же годы опубликовал две книги «Вокруг пылающей земли Иордана» (1938) и «Ближний Восток с обочины дороги» (1941). Обе они были написаны с проарабских и антисионистских позиций.
Таким образом, работа Мильденштейна в Министерстве пропаганды подорвала ту самую политику, которую он инициировал ранее, работая в СД. В новых книгах описание евреев и арабов полностью изменилось. Теперь помощь ему оказывали щедрые, мудрые и спокойные арабы, а евреев он высмеял как нетерпеливых западных людей. Историк Джеффри Херф описывал нацистскую пропаганду, направленную на арабов, которой руководил Мильденштейн. Она подчёркивала общие положительные черты немцев и арабов, выдвигала претензии к Британской империи. В ней указывалось, что так же, как немцы после Версальского договора, арабы страдали от британской политики «разделяй и властвуй». Цель была представить в глазах арабов нацистскую Германию как антизападную и антиколониальную державу. В отличие от статей опубликованных ранее, Мильденштейн в новых книгах описывал Палестину в мрачных тонах и обвинял в проблемах германских сионистов и еврейскую иммиграцию, которую он сам ранее стимулировал.
Для оправдания столь резкого изменения своей позиции Мильденштейн обвинил немецких сионистов в предательстве идеалов создателя сионизма Теодора Герцля. По его утверждению, немецкие евреи ехали не для того чтобы работать на земле, а чтобы заставить других людей работать на них. По описанию Мильденштейна, «ранние сионисты» приехали по «внутренним убеждениям» и жили в районах, населённых рабочими. В противоположность этому новые, «ненастоящие сионисты» приехали «из страха», создали «элегантные кафе» и «современные магазины», а также район для капиталистов, который Мильденштейн сравнил с «Уолл-стрит». По его мнению, у этого не было «ничего общего с идеей Герцля».
Пропаганда на арабский мир, которую организовывал Мильденштейн, была нацелена на объединение арабов против западных союзников на Ближнем Востоке. Задача была в нанесении поражения британцам и ликвидации «еврейского национального очага».

### После войны
В отчёте ЦРУ, составленном в 1960 году, отмечалось, что, со слов самого Мильденштейна, в 1945 году после оккупации Германии войсками союзников он работал как гражданский служащий в 3-й армии США. Он смог задокументировать тот факт, что он сначала работал в «Химическом военном департаменте», а затем был отправлен американцами в качестве инженера-руководителя по распределению угля и цемента в Баварию.
Мильденштейн посетил Соединённые Штаты в 1954 году, получив для этого визу по запросу правительства Западной Германии. В январе 1956 года он попросил посольство США в Бонне помочь ему получить стипендию для обмена журналистов, хотя журналистом он не был. К тому времени он был членом Свободной демократической партии, а в мае 1956 года был избран в её Комитет по печати. После отрицательного ответа в связи с его нацистским прошлым он продолжил добиваться журналистского гранта и сказал сотруднику дипломатической службы США, что у него есть «полезная и ценная информация… которую он готов обменять на неуказанное вознаграждение». Его персоной заинтересовалось ЦРУ, рассматривало его как потенциальный «оперативный контакт» и собрало о нём максимально возможную информацию. Резидентура ЦРУ в Штутгарте выяснила, что Мильденштейн был нацистским пропагандистом на Ближнем Востоке, где он также писал статьи для нацистской прессы. Также были отмечены некоторые доказательства того, что он служил в СС и «возможно [в] СД», но не было никаких конкретных данных. В декабре 1956 года отчёт ЦРУ из Каира подтвердил, что он был нанят египетским правительством Гамаля Абделя Насера для работы на радиостанции «Голос арабов» вместе с рядом других бывших сотрудников Министерства пропаганды нацистской Германии. Опыт антиеврейской пропаганды Мильденштейна был высоко оценен правительством Насера.
Вскоре после поимки Эйхмана агентами Моссада в Буэнос-Айресе 11 мая 1960 года, Мильденштейн был арестован западногерманской полицией в июне 1960 года в Эссене. После ареста он потребовал иммунитета от преследования, поскольку, по его заявлению, он был агентом американской разведки. ЦРУ было удивлено этим заявлением, поскольку, как пишет историк Тимоти Нафтали, после расследования 1956 года никаких отношений с Мильденштейном не было и вероятность его вербовки ЦРУ была крайне маловероятной. По мнению Нафтали, если Мильденштейн не лгал, то завербовать его мог разве что военный атташе США в Каире, который общался с некоторыми бывшими офицерами СС, служившими египетскому правительству.
В 1964 году Мильденштейн опубликовал новую книгу о смешивании коктейлей, в том числе некоторых безалкогольных, но после этого о нём больше ничего не было слышно вплоть до смерти в ноябре 1968 года.

## В кино
В 2011 году израильский режиссёр Арнон Голдфингер, внук компаньонов Мильденштейна, супругов Тухлеров, снял фильм «Квартира», в котором подробно обсуждается дружба Мильденштейна с его бабушкой и дедушкой. Фильм Голдфингера показал, что его дедушка и бабушка поддерживали связь с Мильденштейнами после войны. Голдфингер заявляет, что после войны Мильденштейн работал пресс-секретарём компании Coca-Cola в Западной Германии вплоть до публичных слушаний по делу Эйхмана в 1961 году, на которых Эйхман назвал его «специалистом по еврейским делам». Фильм заканчивается интервью, в котором Голдфингер обсуждает свои открытия с дочерью Мильденштейна. Он описал эту сцену как «очень конфликтную» и сказал о ней: «Я хотел показать Эдду фон Мильденштейн как жертву её собственного отца и его лжи».

## Публикации
- Rings um das brennende Land am Jordan (нем.). — Berlin: Stollberg Verlag, 1938.
- Naher Osten — vom Straßenrand erlebt (нем.). — Stuttgart: Union Verlag, 1941.
- Orient-Informationeni (нем.). — 1958—1960.
- Mix mit und ohne Alkohol (нем.). — München: Copress, 1964.

### Комментарии
1. ↑  В англоязычных публикациях его иногда называли «бароном», хотя звание Эдлер буквально означало «дворянин» и не имеет точного эквивалента в титуле; возможно, ближайший перевод — «эсквайр»